# Pozohondo
Pozohondo (bis 1860: Pozo-Honda) ist eine Gemeinde (municipio) mit 1.553 Einwohnern (Stand: 2024) im Süden der Provinz Albacete in der autonomen Region Kastilien-La Mancha. 

## Lage
Pozohondo liegt in der nördlichen Berglandschaft der Sierra de Alcaraz, dem nördlichen Ausläufer der Betischen Kordillere. Der Ort befindet sich in ca. 35 km (Fahrtstrecke) südlich der Provinzhauptstadt Albacete einer Höhe von ca. 870 m. Das Klima im Winter ist gemäßigt, im Sommer dagegen warm; die geringen Niederschlagsmengen (ca. 410 mm/Jahr) fallen – mit Ausnahme der nahezu regenlosen Sommermonate – verteilt übers ganze Jahr.

## Bevölkerungsentwicklung
| Jahr      | 1970 | 1981 | 1991 | 2001 | 2011 | 2021 |
| Einwohner | 3015 | 2267 | 2066 | 1859 | 1794 | 1584 |

## Sehenswürdigkeiten
- Johannes-der-Täufer-Kirche (Iglesia de San Juan Bautista)

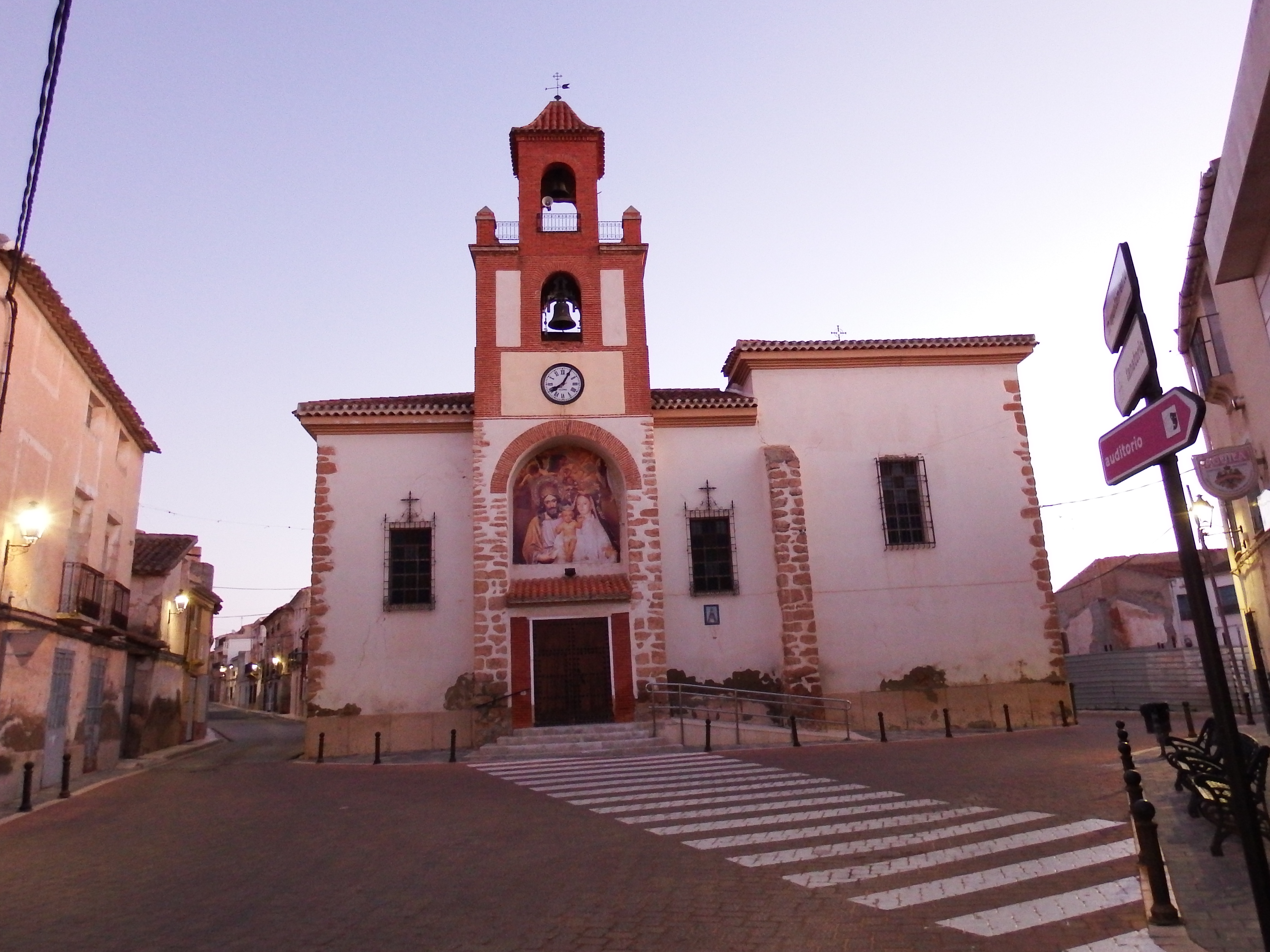
Johannes-der-Täufer-Kirche
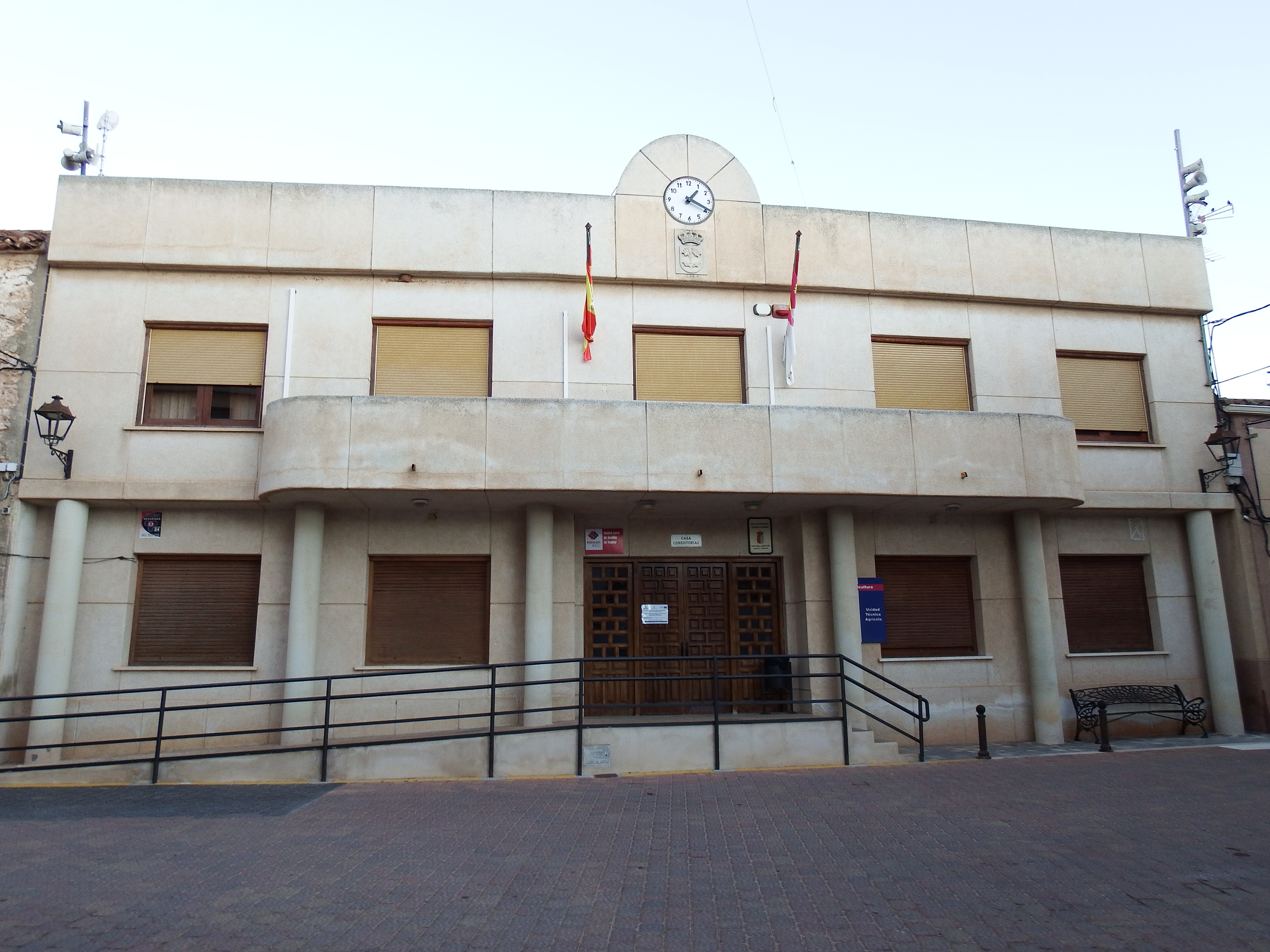
Rathaus